# Pachycnemia fuscaria
Pachycnemia fuscaria är en fjärilsart som beskrevs av Jean Baptiste Boisduval 1840. Pachycnemia fuscaria ingår i släktet Pachycnemia och familjen mätare. Inga underarter finns listade i Catalogue of Life.